# Josef Taus
Josef Taus (Vienna, 8 febbraio 1933 – 14 dicembre 2024) è stato un politico austriaco.

## Biografia
Di umili origini, studiò Giurisprudenza presso l'Università di Vienna. Lavorò per il prestigioso giornale Wiener Zeitung, scrivendo anche alcuni discorsi per i Ministri delle finanze Eduard Heilingsetzer e Josef Klaus. Nel 1966-67 ricoprì anche l'incarico di Segretario di Stato ai Trasporti e all'Industria nazionale sotto il secondo Governo Klaus.
Dal 1968 al 1975 fu Amministratore delegato di GiroCredit Bank AG der Sparkassen. Tra il 1975 e il 1979 guidò il Partito Popolare Austriaco e fu membro del Nationalrat dal 1975 al 1991. Nel 1975 e nel 1979 si candidò alla carica di Cancelliere federale risultando però sconfitto.